# 도쿄 대첩 (2017년 EAFF E-1 풋볼 챔피언십)
대한민국 축구의 역사에서, 2017년의 도쿄 대첩(東京 大捷)은 대한민국 축구 국가대표팀과 일본 축구 국가대표팀의 2017년 EAFF E-1 풋볼 챔피언십의 결승 대회 3차전을 일컫는 용어이다. 대한민국은 1997년의 도쿄 대첩 이후 20년 만에 일본의 홈 구장에서 일본을 4 – 1로 이기고 2017년 EAFF E-1 풋볼 챔피언십 우승을 차지하였다. 또한, 대한민국의 이 승리는 일본을 상대로 약 7년 7개월 만에 따낸 A매치 승리였다.

## 경기 전 상황
경기 전, 대한민국 축구 국가대표팀과 일본 축구 국가대표팀은 중국 축구 국가대표팀과 함께 최종 라운드에 배정되었는데, 2라운드에서 조선민주주의인민공화국 축구 국가대표팀이 결승 라운드에 진출하여 4개국의 결승 대회가 치러지게 되었다.
대한민국 축구 국가대표팀은 중국에 2 – 2로 비기고, 조선민주주의인민공화국에는 리영철의 자책골로 인해 1 – 0으로 승리하여 승점 4점을 확보한 반면, 일본 축구 국가대표팀은 조선민주주의인민공화국과 중국에 각각 1 – 0, 2 – 1로 승리하여 승점 6점을 확보하였다.
이 상황에서 일본은 대한민국에 이기거나 비기면 우승이었으며, 대한민국은 이겨야만 우승을 차지할 수 있었다.

## 경기

### 전반전
전반 2분, 장현수의 태클 반칙으로 일본이 페널티 킥을 얻었으며, 동시에 장현수는 경고를 받았다. 고바야시 유는 이 페널티 킥을 선제골로 연결했다. 선제골을 내준 대한민국은 반격을 시작했다. 전반 9분, 마사코의 패스 미스를 가로챈 주세종이 페널티 지역에서 크로스를 넣었는데, 받은 선수가 없었다. 12분에는 대한민국이 오른쪽 측면에서 프리킥을 획득했다. 주세종의 크로스에 신장 196cm의 김신욱이 헤더를 날렸으나, 골키퍼 나카무라 고스케가 막아냈다. 이후에도 한국의 공격은 계속되다가 13분에 김진수가 크로스를 올리자, 김신욱이 마사코를 제치고 헤더를 날려 동점골을 넣었다.
22분에는 구루마야 신타로가 드리블을 하다가 주세종을 태클로 넘어뜨려 경고를 받았다. 23분에 대한민국은 페널티 지역 앞의 오른쪽 구역에서 프리킥을 얻었고, 정우영이 슛을 날렸다. 공은 수비벽을 넘어 골대 오른쪽으로 향해 들어갔고, 대한민국이 2 – 1로 단숨에 역전했다. 이후에도 한국의 공격은 계속되었는데, 35분에 이재성이 오른쪽 측면에서 드리블을 하다가 페널티 박스 안의 김신욱에게 패스했고, 김신욱이 나카무라와의 1 대 1 찬스에서 한 골을 추가해 점수는 3 – 1로 벌어졌다. 이후에도 대한민국의 리드가 지켜지면서 전반전은 대한민국이 2점 앞선 상태로 마무리되었다.

### 상세 정보
| 일본                 | 1 – 4  | 대한민국                                  |
| -------------------- | ------ | ----------------------------------------- |
| 고바야시 3′ (페널티) | 리포트 | 김신욱 13′, 35′ · 정우영 23′ · 염기훈 69′ |

| 일본 | 대한민국 |

| GK                | 12 | 나카무라 고스케 |     |     |
| RB                | 22 | 우에다 나오미치 |     |     |
| CB                | 3  | 쇼지 겐 (주장)  |     |     |
| CB                | 6  | 미우라 겐타     |     |     |
| LB                | 5  | 구루마야 신타로 | 22′ |     |
| DM                | 17 | 곤노 야스유키   |     |     |
| DM                | 2  | 이데구치 요스케 |     | 66′ |
| AM                | 14 | 이토 쥰야       |     | 70′ |
| AM                | 7  | 구라타 슈       |     | 81′ |
| AM                | 13 | 도이 쇼마       |     |     |
| CF                | 11 | 고바야시 유     |     |     |
| 교체 선수:        |    |                 |     |     |
| MF                | 16 | 미사오 겐토     |     | 66′ |
| FW                | 9  | 가와마타 겐고   |     | 70′ |
| FW                | 18 | 아베 히로유키   |     | 81′ |
| 감독:             |    |                 |     |     |
| 바히드 할릴호지치 |    |                 |     |     |

| GK         | 21 | 조현우        |     |     |
| RB         | 14 | 고요한        | 5′  |     |
| CB         | 20 | 장현수 (주장) | 2′  |     |
| CB         | 6  | 윤영선        | 62′ |     |
| LB         | 3  | 김진수        |     |     |
| RM         | 17 | 이재성        |     | 71′ |
| CM         | 16 | 정우영        |     |     |
| CM         | 13 | 주세종        |     |     |
| LM         | 12 | 김민우        |     |     |
| CF         | 11 | 이근호        |     | 68′ |
| CF         | 9  | 김신욱        |     | 88′ |
| 교체 선수: |    |               |     |     |
| MF         | 19 | 염기훈        |     | 68′ |
| MF         | 4  | 정승현        |     | 71′ |
| DF         | 18 | 진성욱        |     | 88′ |
| 감독:      |    |               |     |     |
| 신태용     |    |               |     |     |

| 부심: 폴 세트란골로 (오스트레일리아) 팔리다 헤마둥가 (스리랑카) 대기심: 카미스 알마리 (카타르) |

## 경기 후
이 경기의 승리로 대한민국 축구 국가대표팀은 2014년 FIFA 월드컵 당시 알제리 축구 국가대표팀 감독이었던 바히드 할릴호지치가 이끄는 일본 축구 국가대표팀을 꺾고 동아시아 축구 대회에서 4번째 우승을 차지하였으며, 2014년 할릴이 이끌던 알제리에 2 – 4로 패한 것의 설욕을 되갚아주었다. 반면, 일본은 무승부 이상만 기록하면 홈에서 우승을 차지할 수 있었으나, 동점과 역전을 허용하여 패배하는 바람에 홈에서 라이벌이 우승하는 광경을 보고 비탄에 잠겼다.

## 같이 보기
- 마라카낭의 비극 (1950년, 브라질)
- 도쿄 대첩 (1997년)

### 참고주
1. 1 2  “日本代表、韓国に歴史的大敗…小林の先制弾も屈辱の4失点で東アジア制覇ならず”. 《골닷컴》 (일본어). 2017년 12월 16일. 2018년 11월 26일에 확인함.